# Йоаким II Константинополски
Йоаким II Константинополски (на гръцки: Ιωακείμ Β΄) е православен духовник, вселенски патриарх в Цариград от 4 октомври 1860 до 18 август 1863 година и от 23 ноември 1873 до 5 август 1878 година.

## Биография
Роден е със светското име Йоанис Кокодис (Ιωάννης Κοκκώδης) е роден в Калимасия на Хиос в 1802 година. Служи като секретар на митрополитите Агатангел Белградски (1815 - 1825) и Йоаким Софийски (1822 - 1830), който го ръкополага за дякон. След повече от тридесет месеца служба става архидякон и секретар на митрополит Венедикт Янински (1826 - 1830). В Янина учи при известните учители Атанасиос Псалидас, Георгиос Кранас (Езопос) от Грамено.
През декември 1827 година е ръкоположен за дринополски епископ. Като дринополски епископ Йоаким се занимава с развитието на училищата в своята епархия. Всеки път, когато османското правителство въвежда антифеодални административни реформи, благоприятни за християните, Йоаким ги подкрепя и дори влиза във въоръжени конфликти с развилнели се местни феодали. Делвинската кондика го нарича „голям приятел на златото“.
През юли 1835 година е избран за янински митрополит. На 21 август 1838 година е уволнен и заточен във Великата Лавра на Света гора. На 7 август 1840 година е възстановен в катедрата в Янина. През април 1845 година е избран за кизически митрополит.
На 4 октомври 1860 година е избран за вселенски патриарх. На 18 август 1863 година подава оставка, след като преди това е уволнен от Високата порта. Живее в Ердек (Артаки). През 1872 година се установява в Балат (Мухлио) в Цариград. На 23 ноември 1873 година за втори път е избран за вселенски патриарх. През февруари 1878 година се разболява от сърдечна болест. Умира в манастира „Света Троица“ на Халки на 5 август 1878 година.